# Władysław Horyd

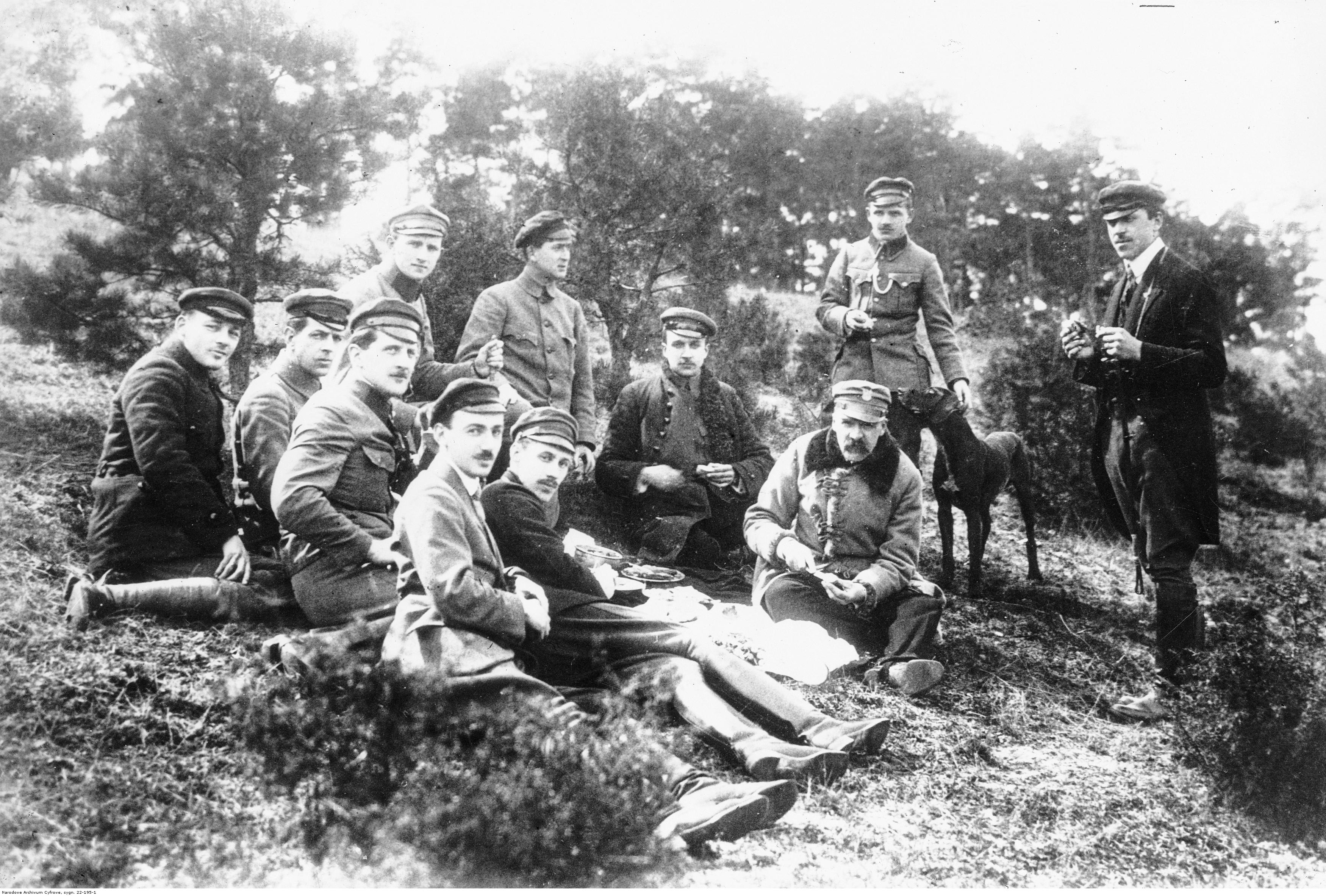
Władysław Horyd stoi z psem za Józefem Piłsudskim w czasie ćwiczeń polowych POW 29 kwietnia 1917. Miejsce ćwiczeń zostało upamiętnione kamieniem Piłsudskiego w Wesołej.

Władysław Jan Horyd, ps. „Przerwic” (ur. 8 marca 1892 w Warszawie, zm. 4 kwietnia 1937 w Otwocku) – kapitan piechoty Wojska Polskiego, działacz niepodległościowy.

## Życiorys
Urodził się 8 marca 1892 w Warszawie, w rodzinie Leona (zm. 1929) i Filipiny z domu Karl. Był starszym bratem Zygmunta (1896–1939), komandora podporucznika inżyniera, kawalera Virtuti Militari i Stanisławy ps. „Myszka” (1894–1975) zamężnej z Edwardem Dryllem, odznaczonej Medalem Niepodległości.
Władysław ukończył szkołę średnią i cztery semestry studiów politechnicznych Towarzystwa Kursów Naukowych w Warszawie. 29 października 1914 wstąpił do Polskiej Organizacji Wojskowej. W 1915 został przydzielony do Batalionu Warszawskiego POW, ale wkrótce odkomenderowany do prac POW. Ukończył szkołę podoficerską i oficerską POW. Pełnił szereg odpowiedzialnych funkcji w Warszawie, a następnie został komendantem Okręgu POW w Pułtusku. 15 stycznia 1917 został mianowany podchorążym POW. Od 1 września 1917 był komendantem III Okręgu POW w Siedlcach. Został aresztowany przez Niemców i więziony w Siedlcach od 2 sierpnia do 1 listopada 1918. Po uwolnieniu wrócił na stanowisko komendanta okręgu, przeprowadził jego mobilizację, a następnie przystąpił do organizacji Siedleckiego Okręgowego Pułku Piechoty, późniejszego 22 Pułku Piechoty, którego został adiutantem.
3 stycznia 1919 jako oficer POW został przyjęty z dniem 2 grudnia 1918 do Wojska Polskiego i mianowany podporucznikiem w piechocie. 8 czerwca tego roku został przydzielony do Dowództwa Okręgu Generalnego Warszawa na stanowisko referenta Oddziału I, a 15 października przeniesiony do Baonu Zapasowego 13 pp na stanowisko dowódcy plutonu. 12 grudnia 1919 został szefem oddziału informacyjnego 9 Dywizji Piechoty. 3 maja 1922 został zweryfikowany w stopniu porucznika ze starszeństwem z 1 czerwca 1919 i 1182. lokatą w korpusie oficerów piechoty. Od 15 października 1920 był leczony w szpitalu w Zakopanem. 1 czerwca 1921 nadal pełnił służbę w Dowództwie 9 Dywizji Piechoty, a jego oddziałem macierzystym był 22 pp. Później wrócił do służby w macierzystym pułku w Siedlcach. W grudniu 1923 został przydzielony z 22 pp do Powiatowej Komendy Uzupełnień Siedlce na stanowisko oficera instrukcyjnego. W marcu 1926, w związku z likwidacją stanowiska oficera instrukcyjnego, został przydzielony do macierzystego pułku. 3 maja 1926 został mianowany kapitanem ze starszeństwem z 1 lipca 1925 i 159. lokatą w korpusie oficerów piechoty. 16 września 1926 został przydzielony do Oddziału II Sztabu Generalnego na stanowisko referenta. 9 listopada 1931 został przeniesiony do dyspozycji szefa Departamentu Piechoty Ministerstwa Spraw Wojskowych. W grudniu tego roku ogłoszono jego przeniesienie do Wojskowego Biura Historycznego w Warszawie na stanowisko kierownika referatu. 1 lipca 1936 został wyznaczony na stanowisko kierownika referatu. 31 marca 1937 został przeniesiony w stan spoczynku. Do śmierci pracował nad historią POW i 22 pp. Swojego podstawowego dzieła o POW nie ukończył. Rękopis pracy pozostał w WBH.
Zmarł 4 kwietnia 1937 w Otwocku „po długiej i ciężkiej chorobie”. Trzy dni później został pochowany w grobie rodzinnym na cmentarzu Powązkowskim w Warszawie.

## Ordery i odznaczenia
- Krzyż Niepodległości – 20 stycznia 1931 „za pracę w dziele odzyskania niepodległości”[23][24]
- Krzyż Walecznych czterokrotnie[25] (po raz 1, 2 i 3 za służbę w POW[26])
- Medal Pamiątkowy za Wojnę 1918–1921[4]
- Medal Dziesięciolecia Odzyskanej Niepodległości[4]